# Charles Vidor
Charles Vidor, właśc. Károly Vidor (ur. 27 lipca 1900 w Budapeszcie, zm. 4 czerwca 1959 w Wiedniu) – amerykański reżyser filmowy pochodzenia żydowskiego, niespokrewniony z Kingiem Vidorem.

## Życiorys
Urodził się w rodzinie żydowskiej w Budapeszcie w państwie austro-węgierskim (obecnie Węgry). Podczas I wojny światowej walczył w szeregach armii węgierskiej. W latach 20. przybył do Hollywood. 
Jako reżyser zadebiutował w filmem krótkometrażowym The Bridge (1929). Później realizował już tylko pełnometrażowe fabuły. Największy rozgłos i stałe miejsce w historii kina przyniósł mu film Gilda (1946) z niezapomnianą rolą Rity Hayworth.
Członek jury konkursu głównego na 11. MFF w Cannes (1958). Zmarł nagle na zawał serca w wieku 58 lat, podczas pobytu w Wiedniu. Został pochowany na cmentarzu żydowskim Home of Peace Cemetery w Los Angeles w mauzoleum swego teścia Harry'ego Warnera.

## Życie prywatne
Był czterokrotnie żonaty. Pierwszą żoną reżysera w latach 1927-31 była Frances Varone. Kolejnymi były aktorki: Karen Morley (1932-43) i Evelyn Keyes (1943-45). Jego czwartą żoną, z którą spędził ostatnie 14 lat życia, była Doris Warner, córka Harry'ego Warnera, jednego z pionierów Hollywood i założycieli wytwórni filmowej Warner Bros.

## Wybrana filmografia

### Reżyser
- Kobieta jest zagadką (1940)
- Dwaj straceńcy (1943)
- Znowu razem (1944)
- Modelka (1944)
- Pamiętna pieśń (1945)
- Gilda (1946)
- Miłość Carmen (1948)
- Hans Christian Andersen (1952)
- Rapsodia (1954)
- Kochaj albo odejdź (1955)
- Łabędź (1956)
- Pożegnanie z bronią (1957)
- Pieśń bez końca (1960; Vidor zmarł w czasie realizacji filmu, produkcję dokończył George Cukor)